# Хандред-Майл-Хаус
Хандред-Майл-Хаус (англ. 100 Mile House) — окружной муниципалитет в Канаде, расположенный в региональном округе Карибу на юге плато Карибу в провинции Британская Колумбия.

## История
Изначально город носил имя Бридж-Крик-Хаус (англ. Bridge Creek House) в честь протекающего через него ручья Бридж-Крик. Город был основан как поселение, состоявшее из небольшого количества домов во владении Томаса Миллера и служившее во времена золотой лихорадки перевалочным пунктом для путешественников на пути из Камлупса в Форт-Александрию. Город получил своё нынешнее название во время золотой лихорадки в Карибу, когда в 1862 году на расстоянии 100 миль (160 километров) от Лиллуэта возвели придорожную гостиницу.
В 1930 году лорд Мартин Сесил, 7-й маркиз Эксетера, приехал в Хандред-Майл-Хаус, чтобы управлять владениями своего отца, Уильяма Сесила, 5-го маркиза Эксетера. Население Хандред-Майл-Хауса, состоявшего на тот момент лишь из гостиницы, почтового и телеграфного отделений и электростанции, составляло 12 человек. Здание гостиницы выгорело в 1937 году.

## Экономика
Основные отрасли промышленности в населённом пункте — рубка леса и животноводство. Также важное значение имеют строительство деревянных домов и туризм.
Хандред-Майл-Хаус обслуживает количество человек, десятикратно превышающее его население. В числе обслуживаемых населённых пунктов Лак-Ла-Аш, Форест-Гроув, Лоун-Батт, Хорс-Лейк, Бридж-Лейк, Севенти-Майл-Хаус, Каним-Лейк и Хандред-Эйт-Майл-Ранч.

## География
Населённые пункты, расположенные поблизости:
- к северу — Лак-Ла-Аш (26 км), Хандред-Фифти-Майл-Хаус (77 км), Уильямс-Лейк (91 км), Маклиз-Лейк (135 км), Квеснел (210 км) и Принс-Джордж (329 км).
- к северо-востоку расположен Бридж-Лейк (56 км).
- к югу располагаются Севенти-Майл-Хаус (40 км), Клинтон (72 км), Кэш-Крик (112 км), Спенсес-Бридж (159 км) и Ванкувер (456 км).

В 35 км северо-восточнее Хандред-Майл-Хауса находится крупное озеро Каним.

## Климат
| Показатель                    | Янв.  | Фев.  | Март  | Апр. | Май  | Июнь | Июль | Авг. | Сен. | Окт. | Нояб. | Дек.  | Год   |
| ----------------------------- | ----- | ----- | ----- | ---- | ---- | ---- | ---- | ---- | ---- | ---- | ----- | ----- | ----- |
| Абсолютный максимум, °C       | 12,0  | 13,5  | 21,0  | 30,0 | 34,5 | 34,5 | 35,5 | 36,0 | 36,0 | 29,0 | 18,3  | 12,5  | 36,0  |
| Средний суточный максимум, °C | −3,2  | 1,6   | 6,6   | 12,0 | 16,6 | 20,0 | 23,0 | 23,0 | 18,2 | 11,2 | 2,2   | −2,8  | 10,7  |
| Средняя температура, °C       | −8,4  | −4,2  | 0,2   | 5,0  | 9,4  | 12,8 | 15,2 | 14,8 | 10,4 | 4,8  | −2,3  | −7,7  | 4,2   |
| Средний суточный минимум, °C  | −13,5 | −10,1 | −6,2  | −2,1 | 2,0  | 5,6  | 7,4  | 6,5  | 2,5  | −1,6 | −6,7  | −12,5 | −2,4  |
| Абсолютный минимум, °C        | −44,5 | −40,5 | −37,8 | −15  | −9   | −4   | −1,5 | −6   | −10  | −32  | −40,5 | −48   | −48   |
| Норма осадков, мм             | 38,1  | 23,4  | 16,6  | 23,6 | 40,9 | 56,6 | 59,7 | 45,4 | 33,8 | 29,2 | 39,2  | 46,9  | 453,3 |
| Источник: Environment Canada  |       |       |       |      |      |      |      |      |      |      |       |       |       |